# Nezamyslice (district de Klatovy)
Pour les articles homonymes, voir Nezamyslice.
Nezamyslice (en allemand : Nesamislitz, auparavant Nezamislitz) est une commune du district de Klatovy, dans la région de Plzeň, en République tchèque. Sa population s'élevait à 214 habitants en 2021.

## Géographie
Nezamyslice se trouve à 32 km au sud-est de Klatovy, à 58 km au sud-sud-est de Plzeň et à 106 km au sud-ouest de Prague.
La commune est limitée par Hejná au nord, par Kejnice et Frymburk à l'est, par Domoraz au sud, et par Žichovice à l'ouest.

## Histoire
La première mention écrite de la localité date de 1045.

## Galerie

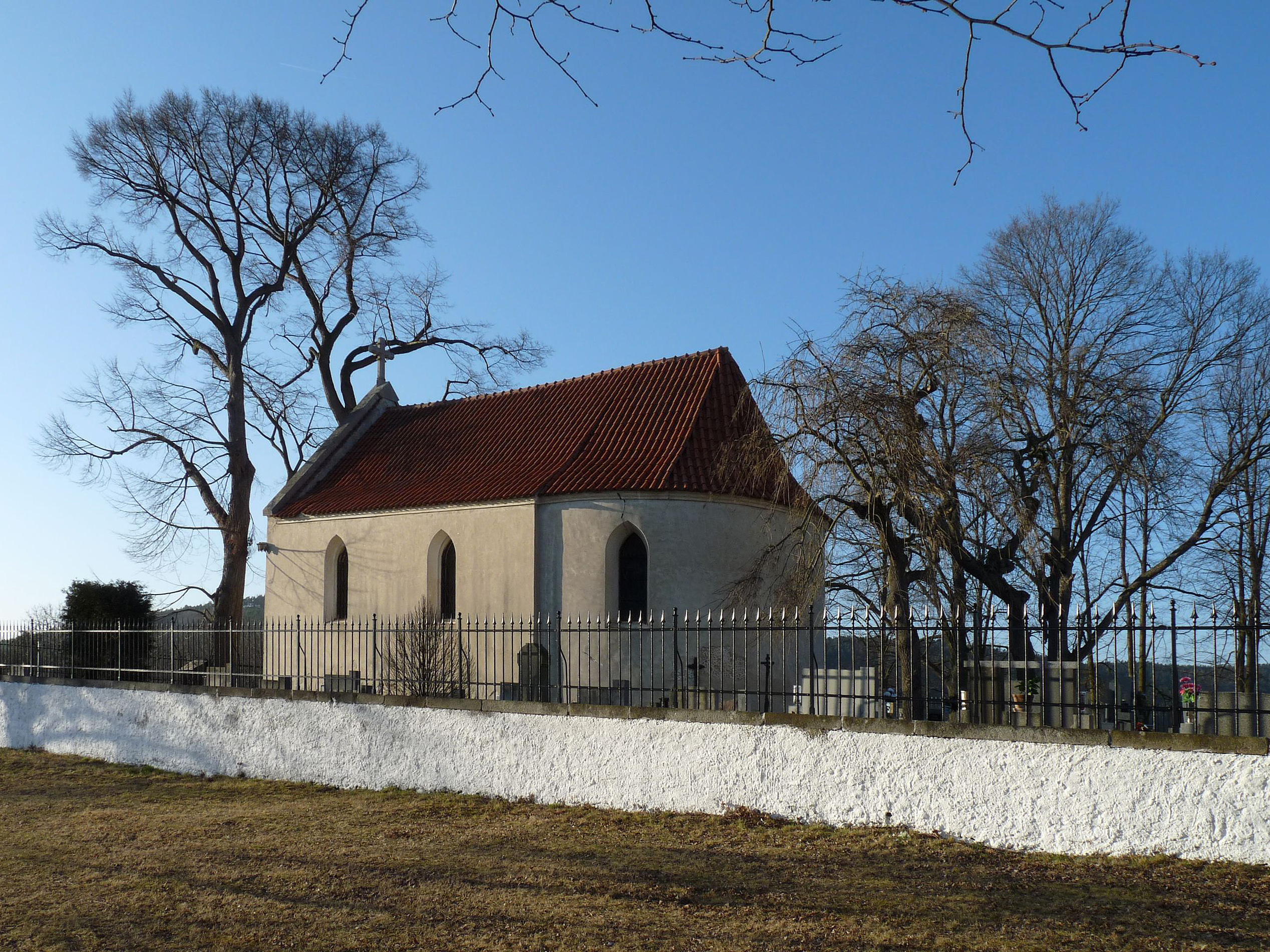
Chapelle Saint-Erasme.
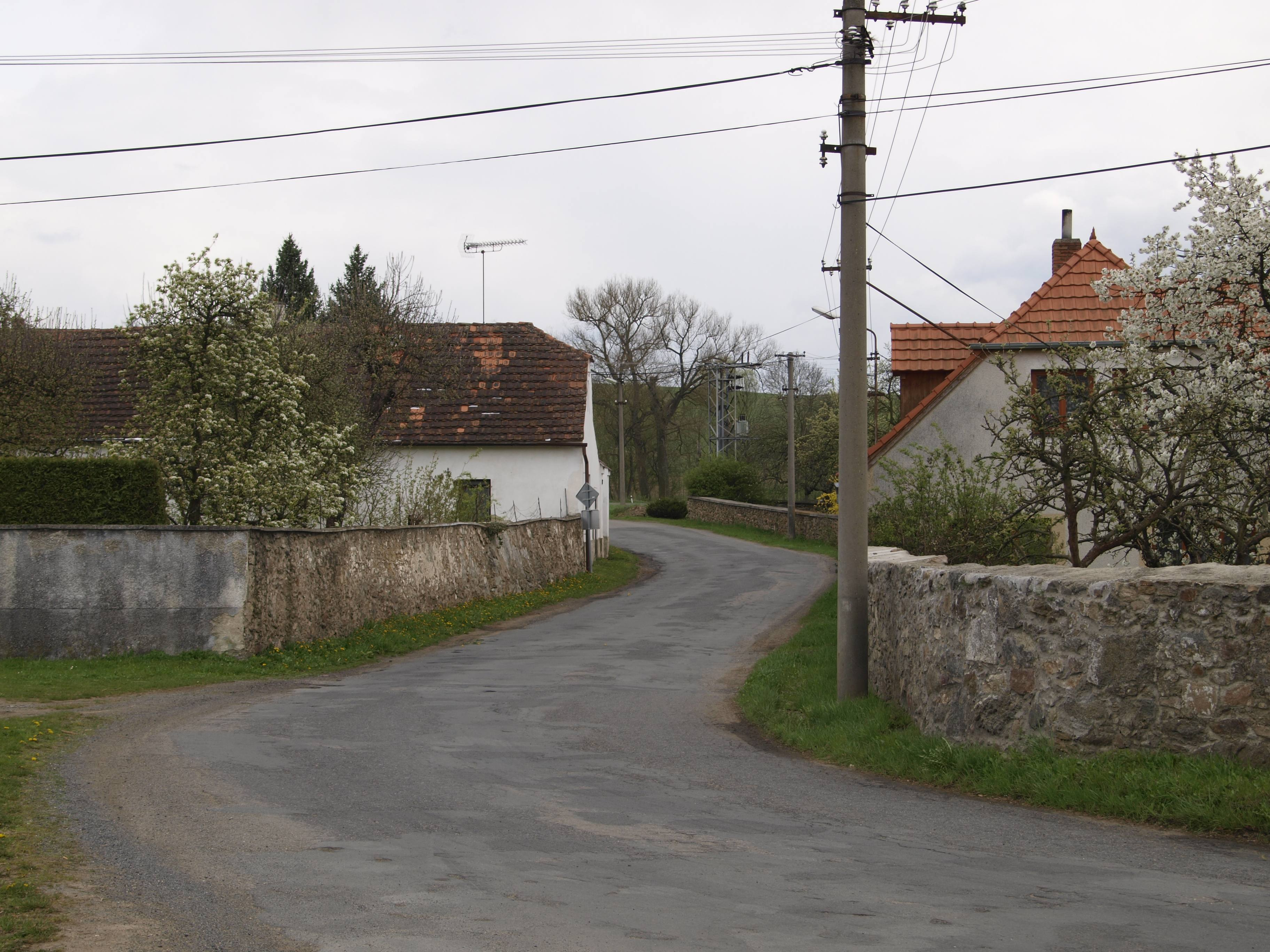
Centre du village.

## Transports
Par la route, Nezamyslice se trouve à 10 km de Horažďovice, à 20 km de Strakonice, à 39 km de Klatovy, à 71 km de Plzeň et à 123 km de Prague.